# INNA en Concert
«INNA en Concert» («Інна на концерті») — французький концертний тур румунської співачки Інни.

## Списки композицій
1. "Hot"
2. "Love"(selected dates)
3. "No Limit"/"Señorita"
4. "Don't Let The Music Die"(selected dates)
5. "Rhythm is a Dancer"(selected dates)
6. "I Love Rock 'n' Roll"(selected dates)
7. "Un Momento"(selected dates)
8. "10 Minutes"
9. "Sun Is Up"
10. "Deja Vu"
11. "Amazing"
12. "Club Rocker"(тільки в лютому та березні)

На біс
1. "I Gotta Feeling"
2. "Hot"
3. "Disco Romancing"(тільки у Франції)

Main set
1. Intro/"Sun Is Up"
2. Intro/"10 Minutes"
3. "Amazing"
4. "Club Rocker"
5. Medley: "Use Somebody"/"Grenade"/"(I've Had) the Time of My Life"/"Born This Way"
6. "Hot"
7. Interlude
8. "Déjà Vu"

На біс
1. "I Gotta Feeling"
2. "Sun Is Up" (extended version)

Main set
1. "Sun Is Up"
2. "Amazing"
3. "Club Rocker"

## Дати туру
| Європа            |                       |                 |
| 18 лютого 2011    | Бур-е-Комен           | Франція         |
| 19 лютого 2011    | Ренжис                | Франція         |
| 21 лютого 2011    | Бордо                 | Франція         |
| 25 лютого 2011    | Брюмат                | Франція         |
| 26 лютого 2011    | Сен-Жульєн-ан-Женевуа | Франція         |
| 4 березня 2011    | Монревель-ан-Бресс    | Франція         |
| 5 березня 2011    | Клермон-Ферран        | Франція         |
| 11 березня 2011   | Тулуза                | Франція         |
| 12 березня 2011   | Шалон-ан-Шампань      | Франція         |
| 15 березня 2011   | Париж                 | Франція         |
| 18 березня 2011   | Стамбул               | Туреччина       |
| 26 березня 2011   | Мелле                 | Німеччина       |
| 2 квітня 2011     | Льєйда                | Іспанія         |
| 15 квітня 2011    | Канни                 | France          |
| Азія              |                       |                 |
| 21 квітня 2011    | Хайфа                 | Ізраїль         |
| Європа            |                       |                 |
| 28 квітня 2011    | Жирона                | Іспанія         |
| 9 травня 2011     | Трабзон               | Туреччина       |
| 17 травня 2011    | Бухарест              | Румунія         |
| 26 травня 2011    | Анкара                | Туреччина       |
| 28 травня 2011    | Газіантеп             | Туреччина       |
| 29 травня 2011    | Кемер                 | Туреччина       |
| 30 травня 2011    | Кемер                 | Туреччина       |
| 4 квітня 2011     | Софія                 | Болгарія        |
| 4 червня 2011     | Лондон                | Велика Британія |
| 24 червня 2011    | Любляна               | Словенія        |
| 9 вересня 2011    | Нові-Сад              | Сербія          |
| 26 листопада 2011 | Париж                 | Франція         |